# 埃奇沃特 (科罗拉多州)
埃奇沃特（英語：Edgewater），是美国科罗拉多州杰斐逊县下属的一座城市。建市于1904年11月5日，面积大约为0.7平方英里（1.813平方公里）。根据2010年美国人口普查，该市有人口5,170人。2011年估计该市有人口5,222人，相比2010年人口增长率为1.01%。同时，论人口该市是科罗拉多州第73大城市。